# Argonaut II
Argonaut II – zbudowany w Stanach Zjednoczonych drugi okręt podwodny Simona Lake’a. Sukces konstrukcji Argonaut I spowodował, że Lake założył przedsiębiorstwo Lake Submarine Company, które zbudowało kolejny okręt „Argonaut”, operujący jako pierwszy w historii na otwartym morzu. Największym jednak wkładem Lake’a było opracowanie praktycznie działających sterów głębokości, które zostały wprzęgnięte w proces zanurzania okrętu, utrzymywania głębokości oraz wynurzania. Stanowi to istotną innowację wobec innych konstrukcji – w tym przede wszystkim konstrukcji Hollanda – opierających operowanie podwodne przede wszystkim na systemie balastów. W konstrukcjach Lake’a, podobnie jak we współczesnych okrętach podwodnych, stery głębokości odgrywały równie istotną rolę co zbiornik balastowy. Jego konstrukcje wykorzystywały system dostosowania wypełnienia balastu za pomocą wielu zbiorników i pomp do kontroli wyporności oraz zestaw sterów głębokości do kontroli zanurzenia. System Lake’a czynił okręty potencjalnie mniej bezpiecznymi i mniej doskonałymi hydrodynamicznie, jednak jednostki te zmieniały zanurzenie znacznie szybciej. Dwa pierwsze okręty Simona Lake’a: „Argonaut I” oraz „Argonaut II” nie zyskały uznania w oczach US Navy, zostały jednakże wyeksportowane do Rosji i Austro-Węgier, z racji zaś słabej ochrony patentowej zastosowane w nich rozwiązania zostały w całości przejęte przez największą i najważniejszą niemiecką stocznię okrętową Friedrich Krupp Germaniawerft w Kilonii i jej głównego konstruktora okrętów podwodnych Raimondo Lorenzo D'Equevilley-Montjustina do produkcji jej pierwszych jednostek podwodnych sprzedawanych Rosji, Austro-Węgrom, Norwegii oraz niemieckiej marynarce wojennej.